# بنی کارتر
بنی کارتر (به انگلیسی: Bennett Lester "Benny" Carter) (زادهٔ ۸ اوت ۱۹۰۷ - درگذشتهٔ ۱۲ ژوئیه ۲۰۰۳) نوازندهٔ ساکسفون آلتو، کلارینت، ترومپت و آهنگساز و تنظیم‌کننده‌ی موسیقی جَز اهل آمریکا بود. کارتر یکی از شخصیت‌های مهم موسیقی جَز از دههٔ ۱۹۳۰ تا ۱۹۹۰ میلادی بود. از سال ۱۹۵۶ که به‌همراه بیلی هالیدی در اولین دورهٔ جشنوارهٔ جاز مانتری به هنرنمایی پرداخت، دیگر هنرمندان آن سبک به او لقب «پادشاه» داده‌بودند.
کارتر در سال ۱۹۸۶ عالی‌ترین نشان افتخار سازمان پشتوانه ملی هنرهای آمریکا و در سال ۱۹۸۷ جایزهٔ «یک عمر دستاورد گرَمی» را دریافت کرده‌بود. او در سال ۱۹۹۴ گرمی «بهترین تک‌نوازی بدون آواز جَز» را برای قطعهٔ «Prelude to a Kiss» از آن خود کرد و در همان سال به افتخارش ستاره‌ای در پیاده‌روی شهرت هالیوود نصب شد.
از آخرین افتخارات کارتر دریافت مدال ملی هنرهای سازمان پشتوانه ملی هنرهای آمریکا از دست بیل کلینتون در سال ۲۰۰۰ بود.
کارتر در سن ۹۵ سالگی بر اثر عوارض بیماری برونشیت در بیمارستانی در شهر لس‌آنجلس درگذشت.